# Monica Boekholt

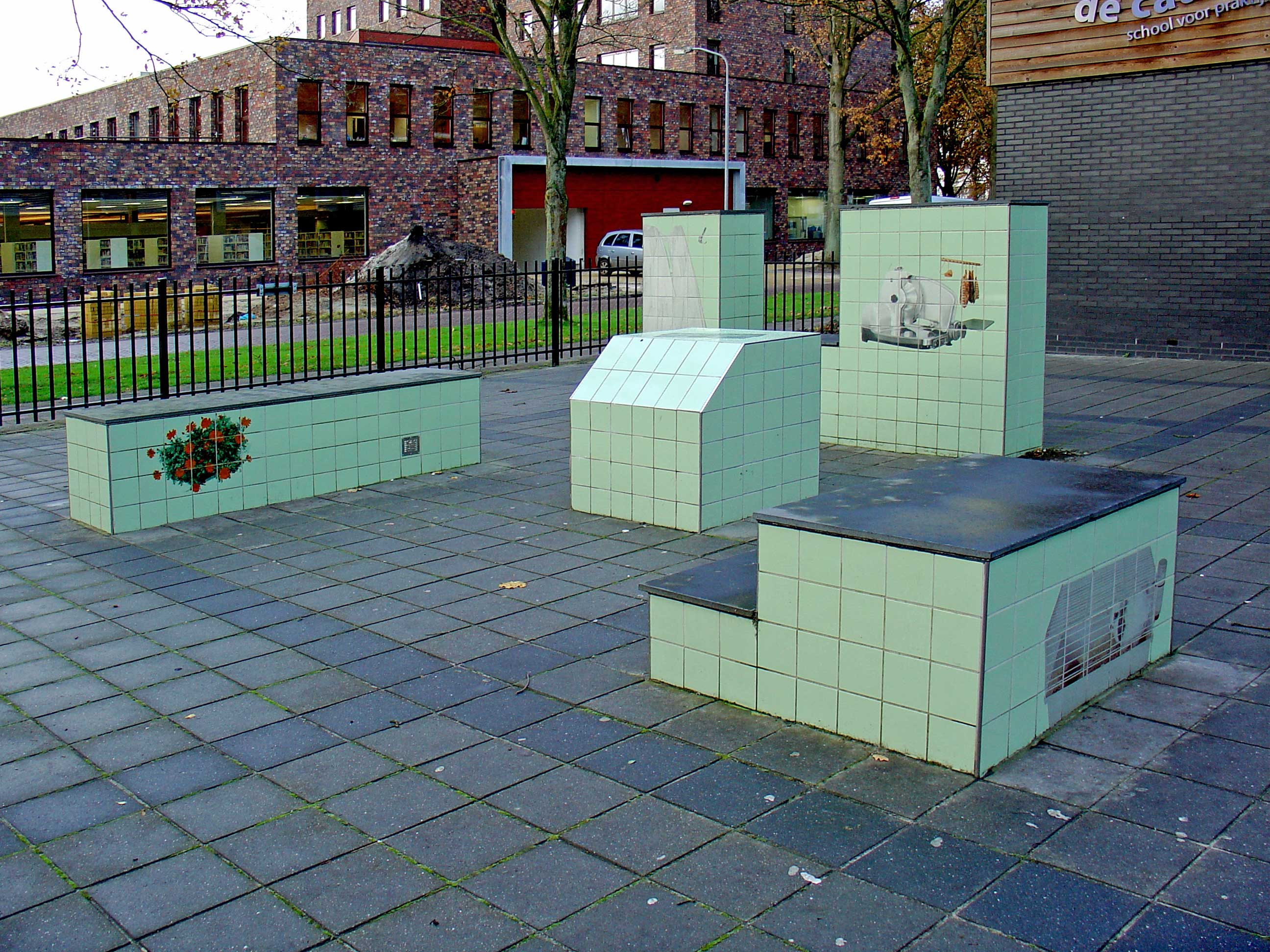
Hommage door Monica Boekholt, Cathelijne Montens en Krijn Christiaansen in Stadskanaal

Monica Boekholt (Nijmegen, 1951) is een Nederlandse beeldhouwer en omgevingskunstenaar.

## Achtergrond
Boekholt werd opgeleid aan de Academie voor Beeldende Kunsten Sint-Joost te Breda en de Academie voor bouwkunst en stedebouw te Tilburg. Samen met haar partner, de architect Jan Christiaansen, vestigde zij zich als beeldend kunstenaar in een verbouwde grasdrogerij in het Groningse Zuidwolde. Het werk van Boekholt bevindt zich op het raakvlak van beeldende kust, architectuur en/of stedenbouw en landschapsarchitectuur. Naast beeldend kunstenaar is Boekholt als adviseur en opdrachtenbegeleider verbonden aan het Centrum Beeldende Kunst te Assen.

## Werk (selectie)
- Hommage - Stadskanaal (2006)
- Op mijn rug rust de wind - Assen (1998)
- Alice in wonderland - Siddeburen (1994)
- Speelsituatie - Groningen (1991)
- Zonder titel - Groningen (1984)